# 稲含山
稲含山（いなふくみやま）とは、群馬県甘楽郡下仁田町と同郡甘楽町との境界部分にある標高1370.3mの山。ぐんま百名山の一つである。農耕の神の山として古くから信仰されてきた山で、西上州随一の展望を誇る。

## 登山
林道稲含高倉線の通る茂垣峠（鳥居峠）に登山口があるほか、神ノ池園地からも登山道がある。
稲含山からは荒船山、赤久縄山、上毛三山、上越国境、北アルプスの山々まで望むことができ、西上州の屋根ともいえる山である。

## 神社
稲含山の頂上付近には、甘楽町側に秋畑稲含神社、下仁田町側に稲含神社がある。毎年5月には例大祭が開催され、地元の人で賑わう。

## ギャラリー

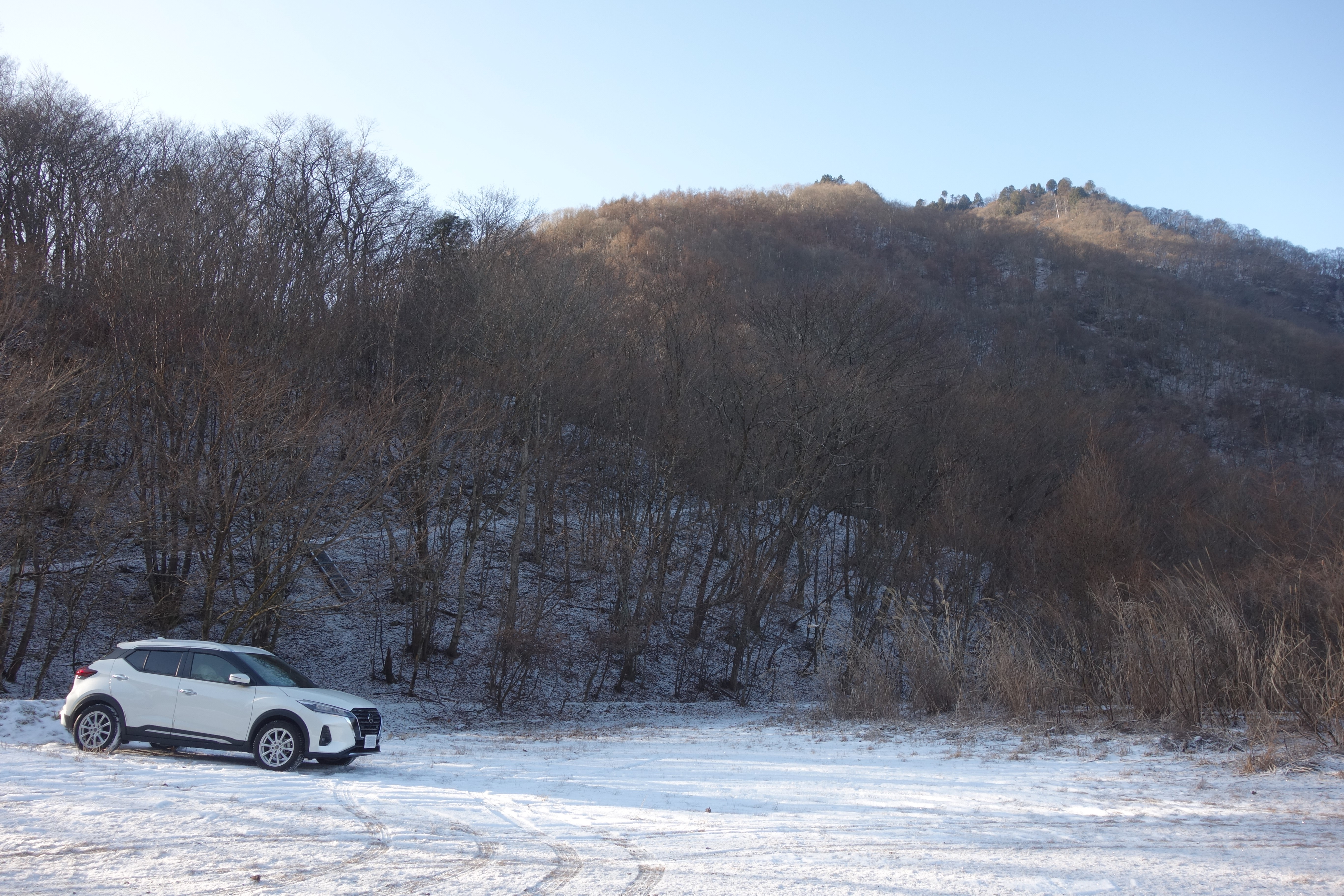
茂垣峠の登山口
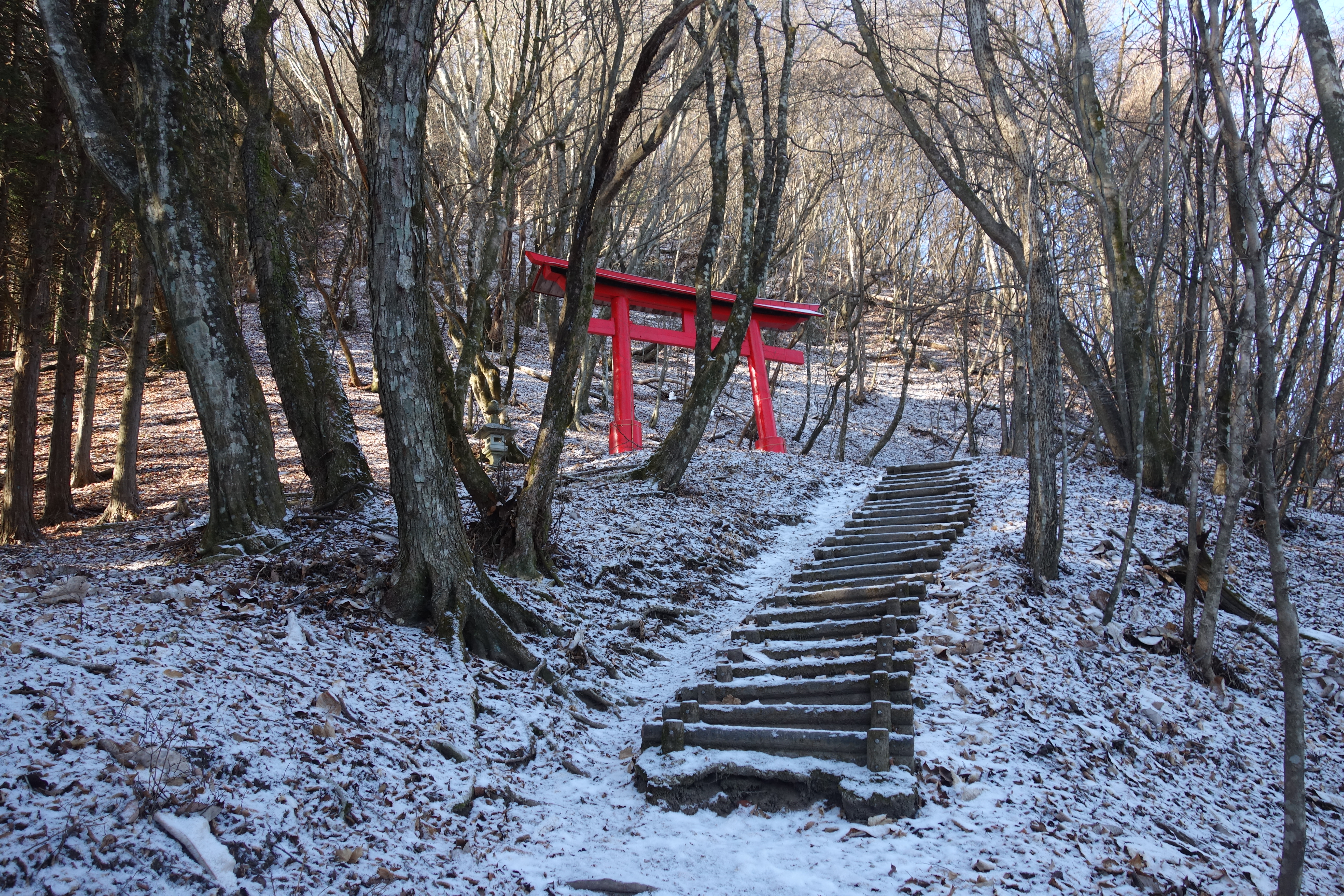
茂垣峠近くの鳥居
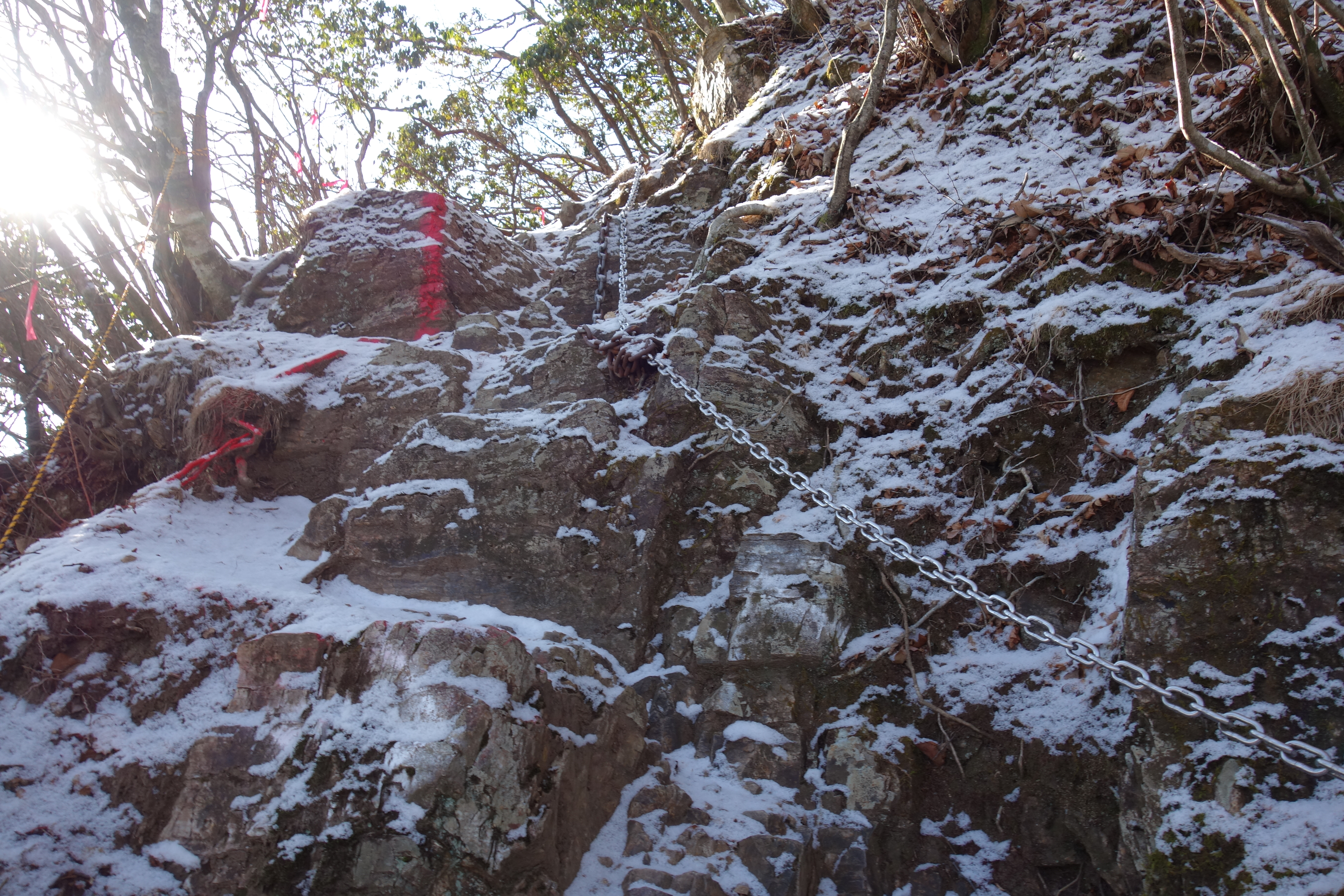
稲含山の岩場
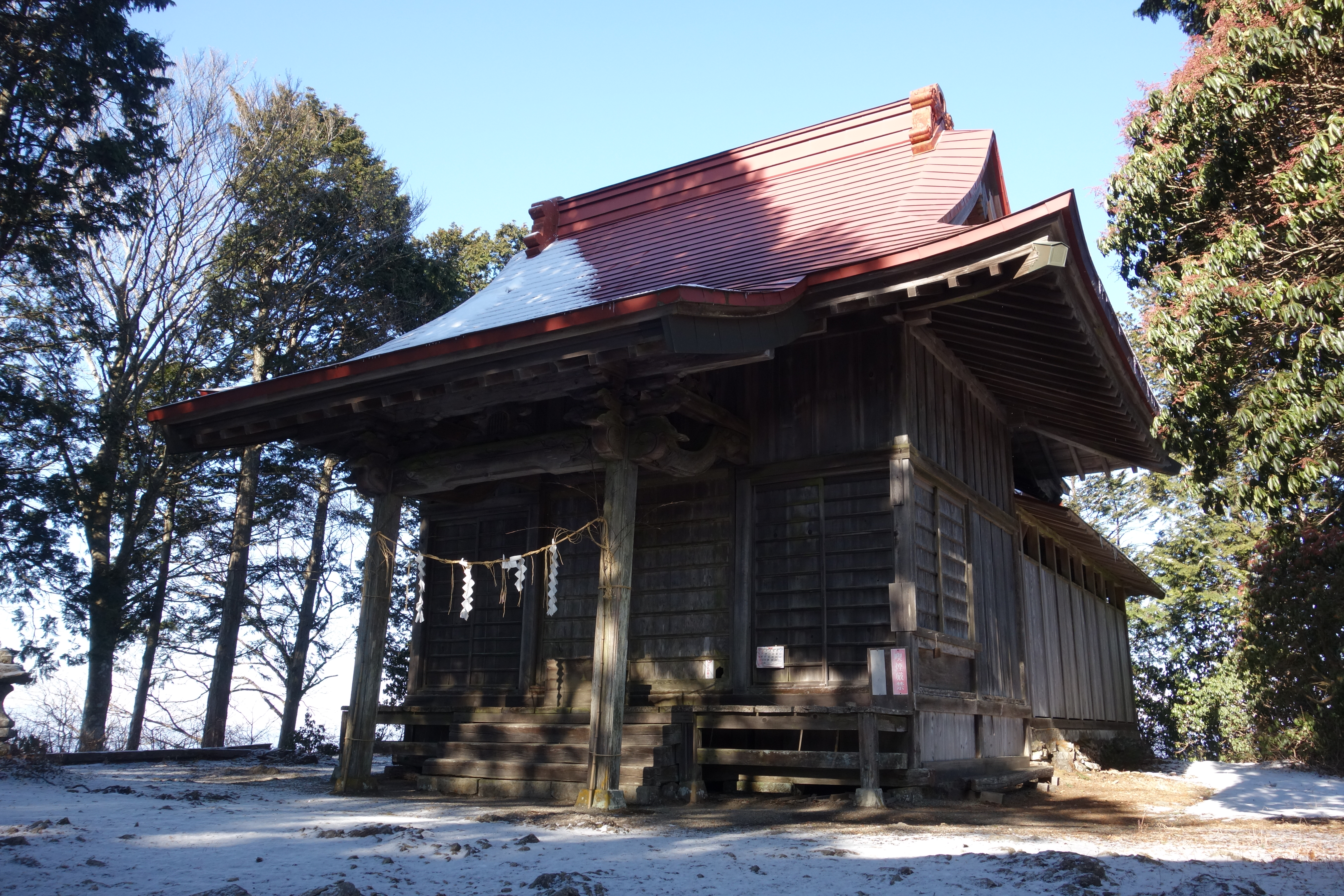
山頂下の下仁田稲含神社
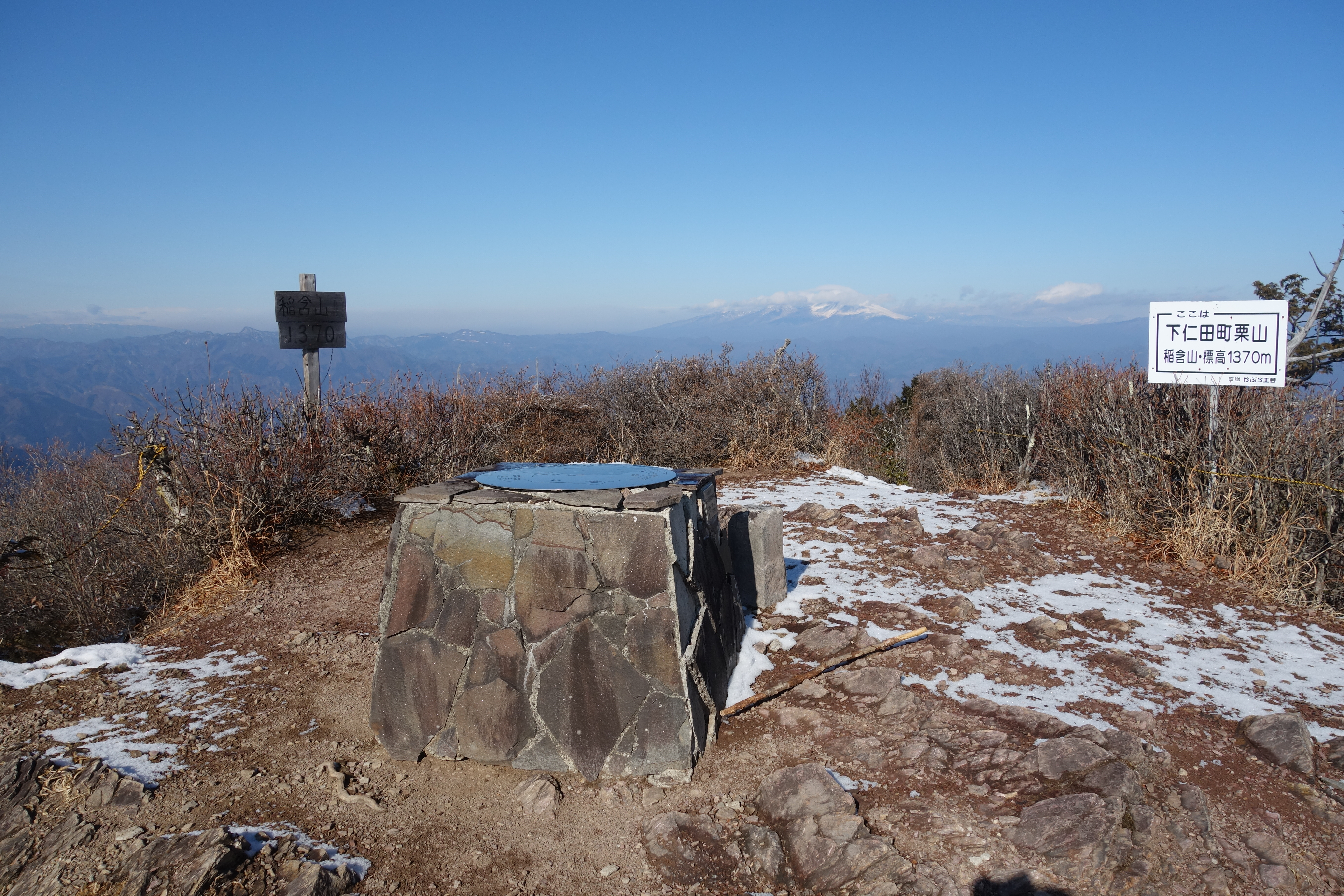
稲含山山頂
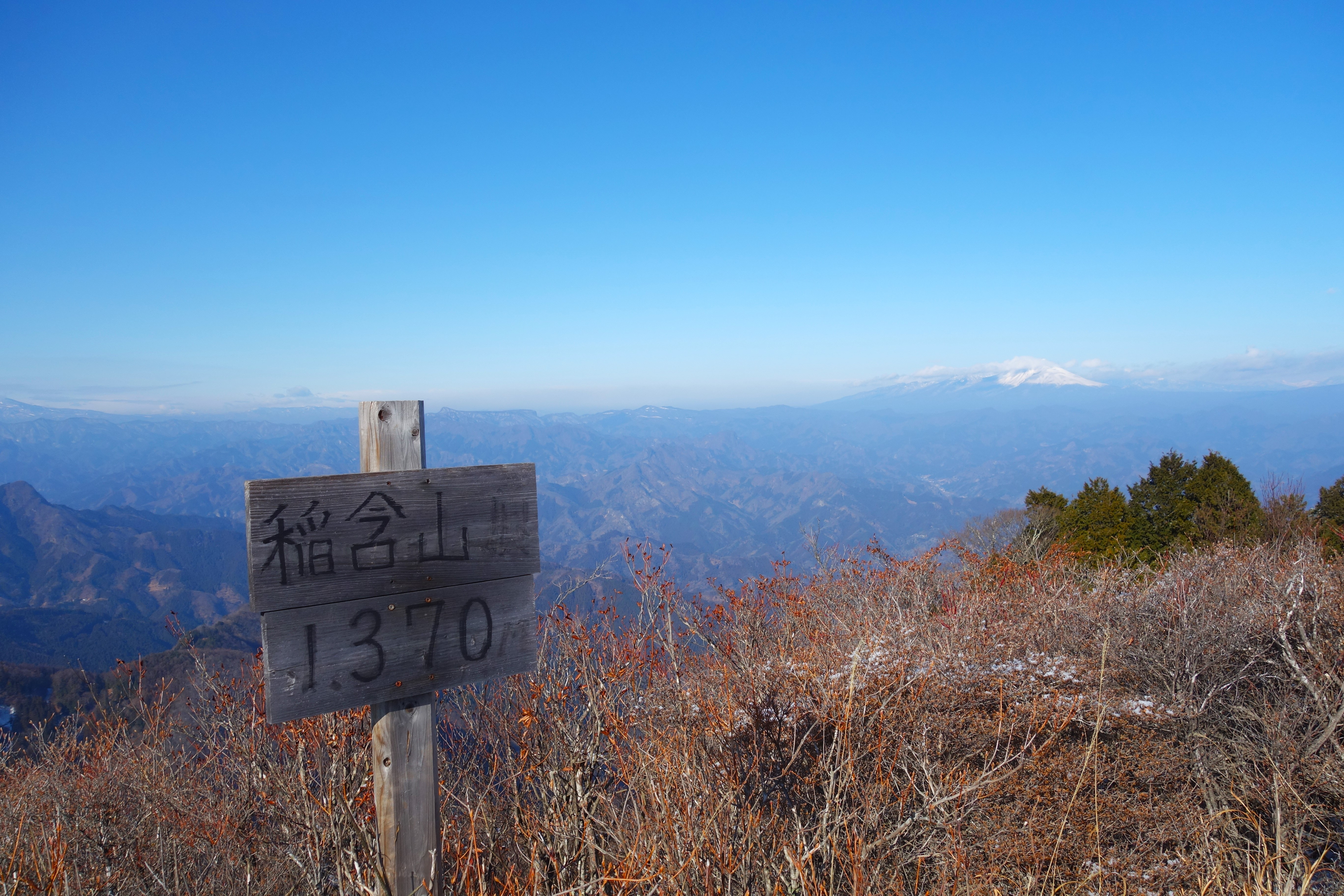
稲含山からの浅間山
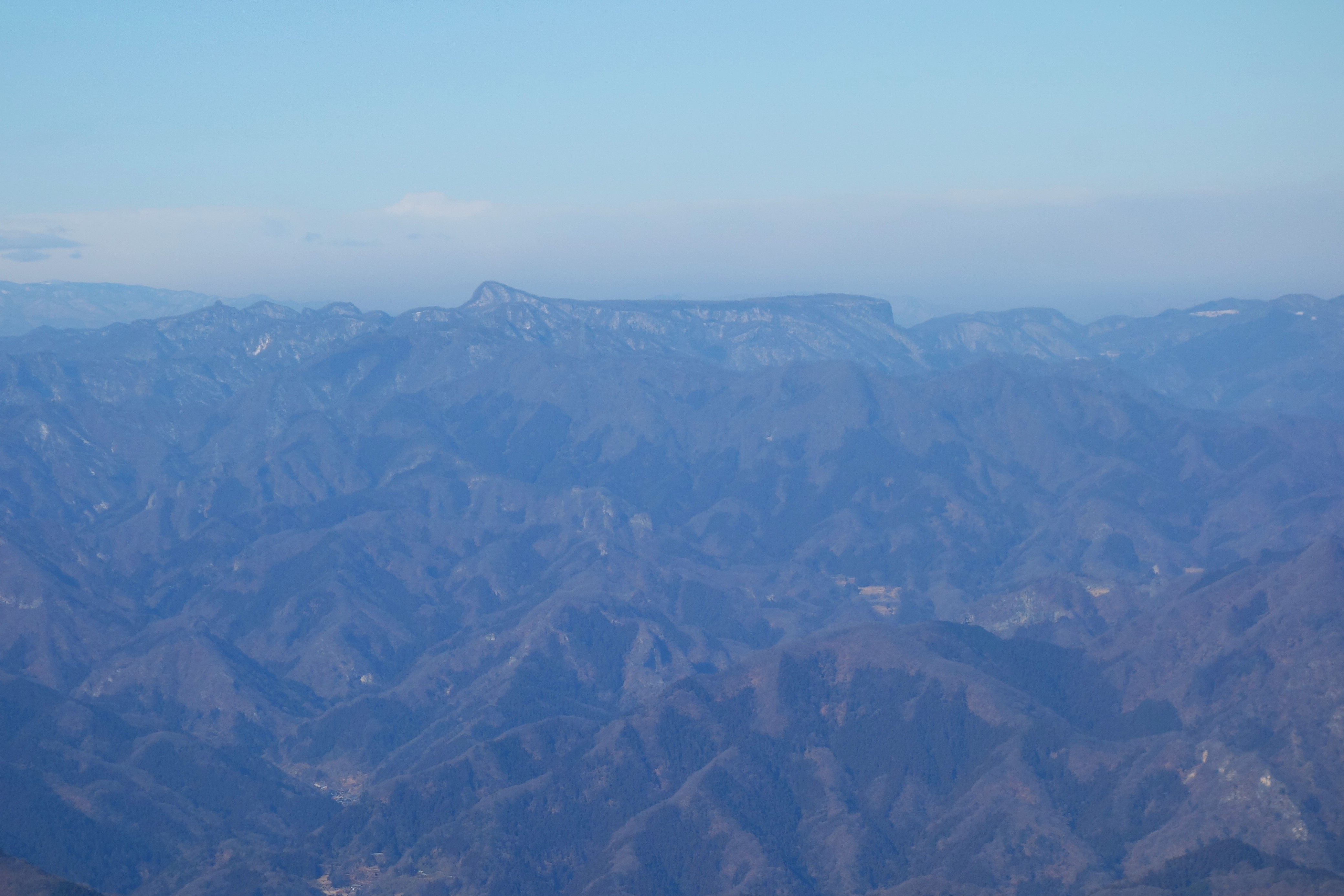
稲含山からの荒船山
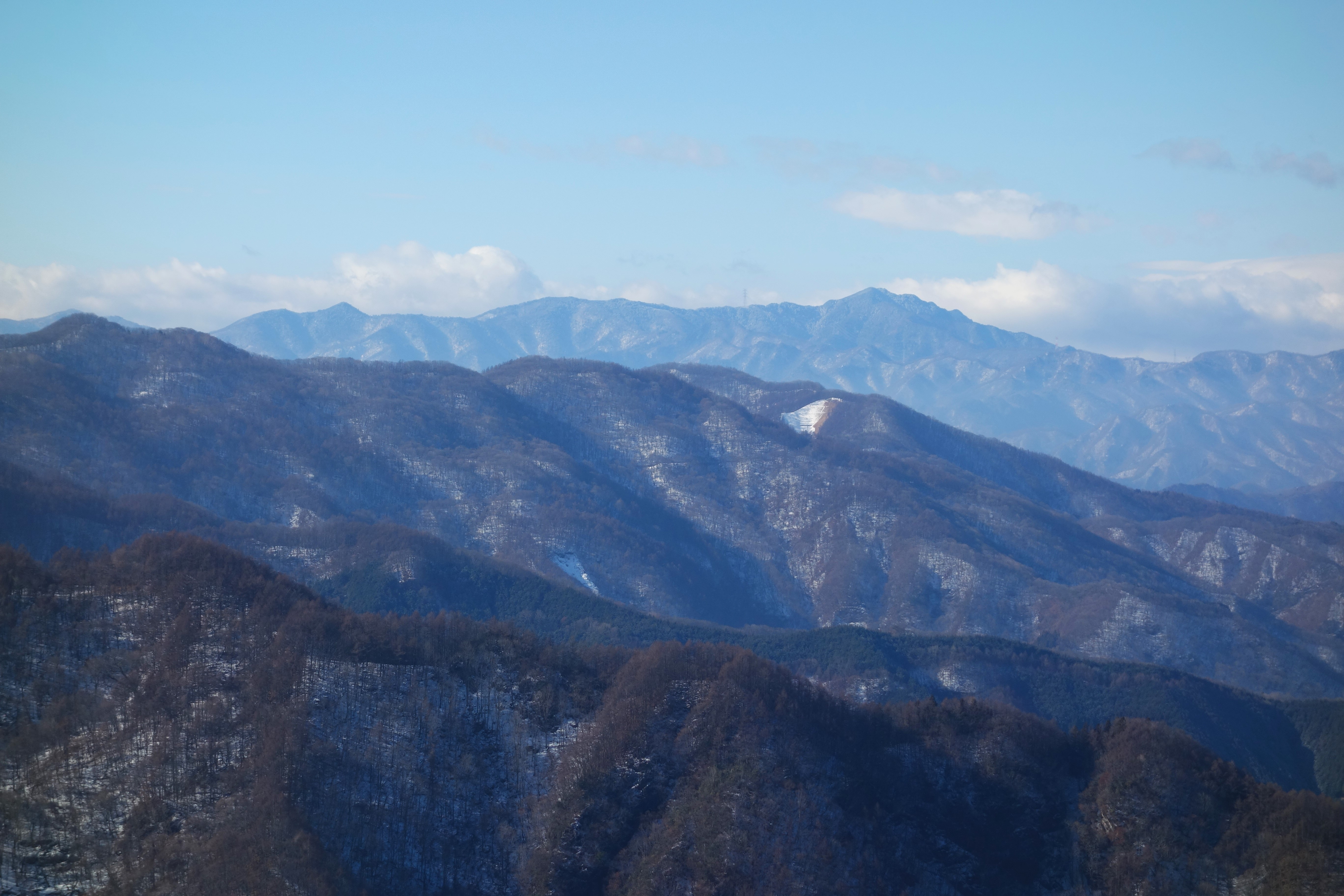
稲含山からの御座山
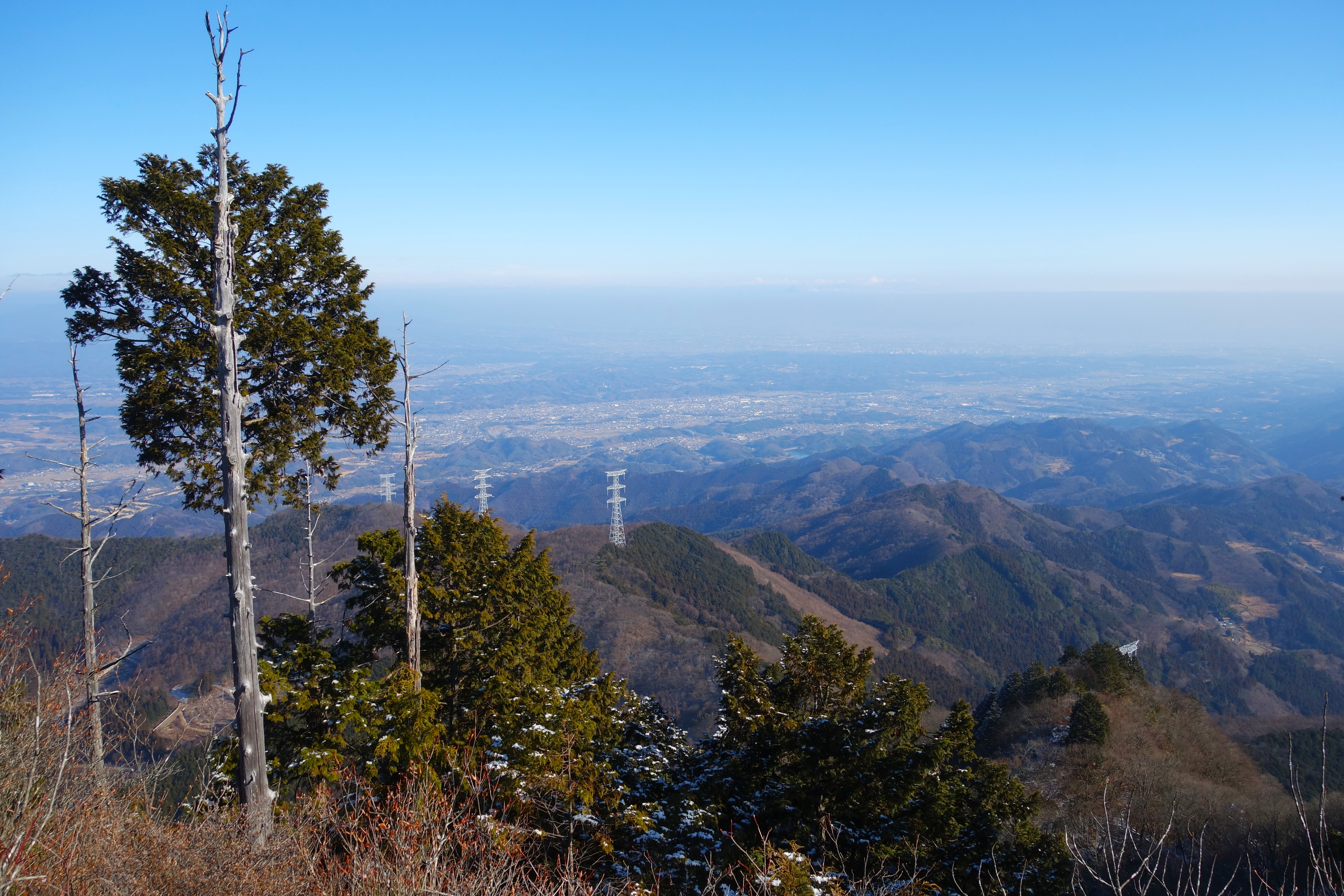
稲含山から甘楽町・藤岡市方面